# Kavkazská fronta
Kavkazská fronta bylo jednou z frontových linií první světové války, na které se od října 1914 do října 1918 střetla vojska Ruského impéria a Osmanské říše. Fronta procházela horským terénem Arménské vysočiny, Malého Kavkazu a Zakavkazska. Počáteční ofenzíva osmanské 3. armády byla Rusy zastavena na přelomu roku 1914 a 1915 v bitvě u Sarikamiše, načež Rusové pod velením generála Nikolaje Judeniče dokázali postoupit do Východní Anatolie a obsadit města Trabzon, Erzurum, Van a Bitlis.
Kavkazská fronta se začala hroutit na podzim roku 1917 kvůli říjnové revoluci, která vypukla v Rusku. Proti Osmanům se pak postavili především Arméni, kteří založili Arménskou republiku, a Britové bránící své zájmy v Baku. Po zhroucení Ruského impéria podnikli Osmané na Kavkaze novou ofenzívu, při níž obsadili většinu Zakavkazska včetně přístupu ke Kaspickému moři. 30. října 1918 došlo k podepsání mudroského příměří a vystoupení Osmanské říše z první světové války, načež se z oblasti stáhli také Osmané. Následovalo krátké období samostatných zakavkazských republik, které však do roku 1922 zanikly pod obnoveným náporem Turecké republiky a Sovětského svazu. Kruté boje na kavkazské frontě doprovázelo vyvražďování civilního obyvatelstva, přičemž v letech 1915 až 1918 došlo i k arménské genocidě.

## Pozadí
Na Kavkaze se ruské a osmanské zájmy střetávaly v průběhu celého 19. století. Ruské impérium se do této oblasti vytrvale rozpínalo již od vlády Petra I. a místní kmeny si podrobilo během tzv. kavkazské války. Poté, co Rusové zvítězili nad Persií ve dvou rusko-perských válkách a vyhráli i v rusko-turecké válce v letech 1877 až 1878, museli Osmané Rusku přepustit také Karskou a Batumskou oblast, čímž si car upevnil pozice i na Jižním Kavkazu. Osmanská říše, kde se k vládě během revoluce v roce 1908 dostalo reformní hnutí Mladoturků, narážela na Kavkaze se svou panislamickou a později panturistickou snahou o vytvoření jednotného muslimského státu právě na ambice Ruského impéria. V nastávajícím konfliktu bylo prvořadým úkolem Osmanů napadnout Rusko na Kavkaze, znovuobsadit ztracená města Ardahan a Kars ve Východní Anatolii a dobýt černomořský přístav Batumi. Plán dále počítal s postupem na Kavkaz a po obsazení Tbilisi chtěli Osmané s pomocí kavkazských muslimů proniknout ke Kaspickému moři, načež by Rusy i Brity odřízli od strategických ropných polí v okolí Baku. Ruská strana vnímala kavkazskou frontu až jako druhořadé bojiště, protože hlavní ruské síly byly soustředěny na západě země proti hrozícímu Německu a Rakousko-Uhersku.

Hornatý Kavkaz obývalo velké množství soupeřících kmenů a národů. Mezi nejvýznamnější patřili většinově křesťanští Gruzínci a Arméni hlásící se k pravoslaví respektive k arménské církvi a islám vyznávající Ázerbájdžánci a Kurdové.

## Počátek bojů
Po vypuknutí první světové války se jak Dohoda tak Ústřední mocnosti snažily získat Osmanskou říši na svou stranu. Díky vlivu ministra války İsmaila Envera orientujícího se na Německé císařství a také díky protiruským a protibritským zájmům se Osmanská říše nakonec rozhodla spojit se proti Dohodě s Centrálními mocnostmi. V srpnu se německé křižníky SMS Breslau a SMS Goeben pronásledované britským námořnictvem ukryly v průlivu Dardanely, načež pod osmanskou vlajkou vpluly do Černého moře. Spolu s osmanským námořnictvem pak křižníky 29. října 1914 napadly ruské černomořské přístavy Sevastopol, Feodosiji a Oděsu. Rusko na útok zareagovalo 1. listopadu vyhlášením války Osmanské říši.

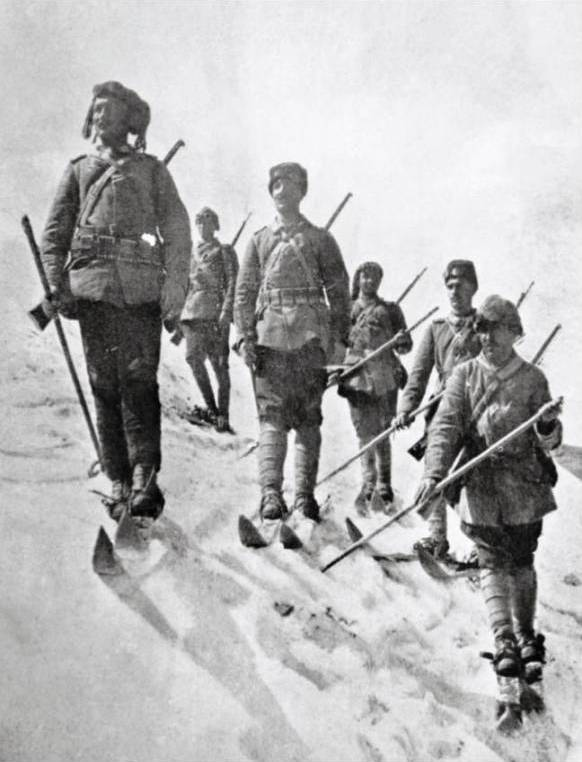
Osmanští vojáci v zimě na konci roku 1914

Vstupem Osmanské říše do války proti Rusku se hlavní fronta mezi těmito soupeři otevřela právě na Kavkaze mezi Černým mořem a Urmijským jezerem. Enver Paša doufal, že Rusové do oblasti jen těžko přemístí své jednotky, protože hlavní ruské síly byly vázány na východní frontě, kde Rusové bojovali proti Německu a Rakousko-Uhersku. Po selhání ruského útoku vedeného v listopadu generálem Berchmanem začala osmanská 3. armáda soustředěná v Erzurumu postupovat na ruské území. Před 150 000 muži 3. osmanské armády se početně slabší jednotky ruské kavkazské armády generála Voroncova-Daškova čítající přibližně 100 000 vojáků začaly stahovat ke Karsu. Enver Paša doufal, že jeho ofenzívu podpoří i protiruské povstání kavkazských muslimů. Jihozápadně od Karsu se Rusům pod velením generálů Mišlajevského a Judeniče podařilo na přelomu prosince 1914 a ledna 1915 osmanskou 3. armádu porazit v bitvě u Sarikamiše. Osmanské jednotky byly s velkými ztrátami donuceny k ústupu, načež desítky tisíc vojáků Envera Paši dezertovalo, zemřelo hladem či v důsledků velkých mrazů. Z katastrofálního zimního tažení se vrátilo pouze 18 000 tureckých vojáků. Ruská snaha o protiútok, která by přes Kars směřovala k hornímu toku Tigridu ztroskotala na nedostatečném počtu vojáků, načež se pohyb fronty zastavil a došlo k zákopovým bojům.

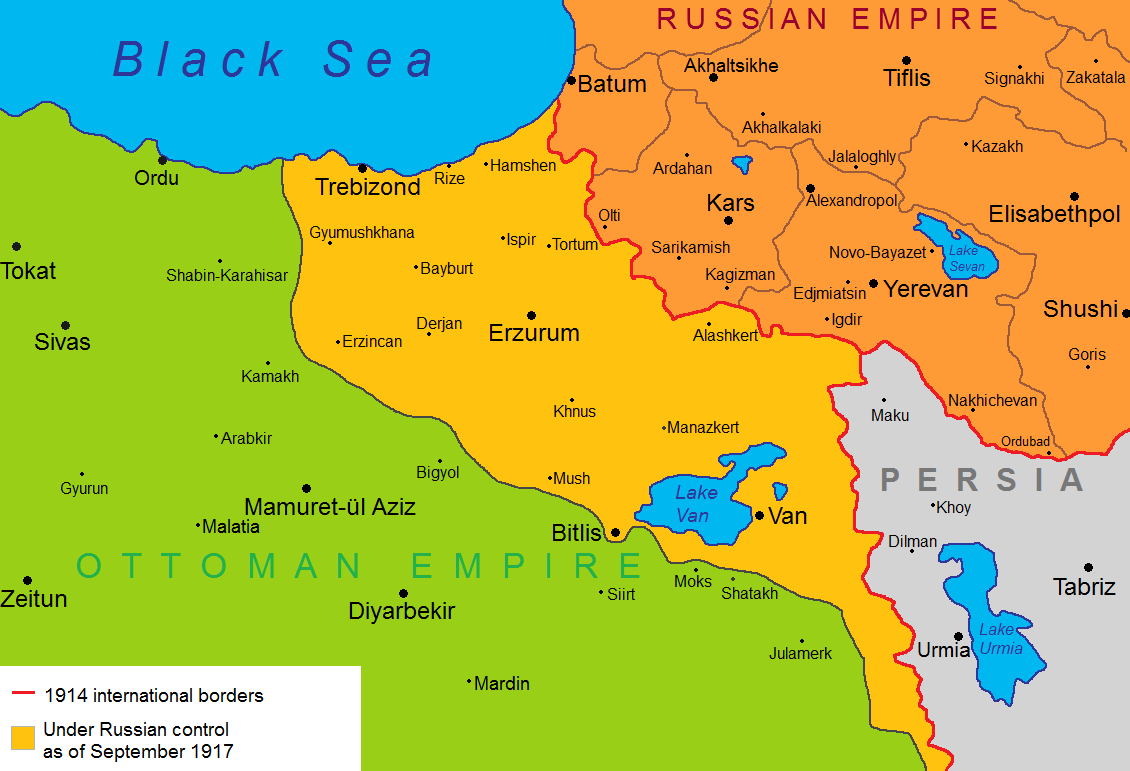
Mapa s frontou v září 1917. Oranžovou barvou vyznačeno osmanské území pod ruskou kontrolou

Aby dohodoví spojenci odlehčili Rusům v boji s Turky, uskutečnili Francouzi a Britové v únoru 1915 námořní operaci a výsadek pozemních sil na poloostrově Gallipoli, což vyústilo v krvavou bitvu, ve které však nakonec zvítězili bránící se Osmané. Bitva o Dardanely však přesto vázala většinu osmanských sil, takže zdecimovaná 3. armáda nemohla pomýšlet na novou ofenzívu proti ruským silám. Na jaře roku 1915 se proti Osmanům postavilo arménské obyvatelstvo města Van, které Arméni bránili až do příchodu Judeničových sil. Do konce roku pak Judenič doplňoval své síly. Rusům se podařilo znovu uskutečnit průlom na kavkazské frontě až na začátku roku 1916, když v lednu nečekaně přešli do útoku. Judeničova armáda v únoru dobyla Erzurum, načež postoupila k Černému moři a v dubnu obsadila přístav Trabzon. Pokus o osmanský protiútok byl zastaven a Rusové v červenci zvítězili v bitvě o Erzincan. Po neúspěšných snahách o průlom se poté fronta opět ustálila, načež jakékoliv operace znemožnila nastupující zima. V roce 1917 již byly obě strany válkou příliš vyčerpané a rozkládající se ruská i demoralizovaná osmanská armáda nebyly schopné uskutečnit průlom či rozsáhlejší ofenzívu.

## Po rozkladu Ruského impéria

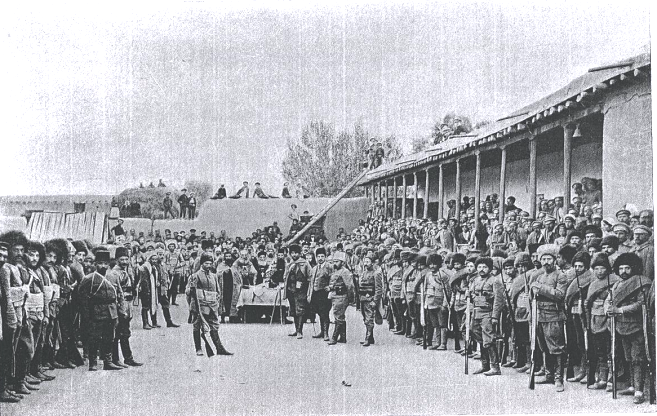
Arménští dobrovolníci v ruské armádě

Ačkoliv ruské síly od roku 1916 kontrolovaly Zakavkazsko a část východní Anatolie, bylo Rusko válkou zcela vyčerpané a v roce 1917 se pro něj situace na východní frontě stávala neřešitelnou. Především kvůli snaze o setrvání ve válce byla v listopadu 1917 svržena prozatímní vláda Alexandra Fjodoroviče Kerenského a moci se během tzv. říjnové revoluce chopili bolševici prosazující příměří za jakýchkoliv podmínek. S vypuknutím ruské revoluce se kavkazská fronta začala hroutit. Turci se pokusili využít sovětského Dekretu o míru a znovu postoupit na území ztracená během války. Osmanská říše i tentokrát doufala v podporu kavkazských muslimů. Do osmanské ofenzívy směrem na Kavkaz se po přeskupení 2. a 3. armády mohlo pod velením Vehipa Paši zapojit až 50 000 mužů a 160 děl. V oblasti se proti osmanskému postupu stavěli především Arméni, kterým část svých pozic předala ustupující ruská armáda. Podpisem brestlitevského míru se Bolševici zavázali Osmanům odstoupit nejen území obsazená během války, ale i území okolo měst Kars, Ardahan a Batumi. Stahování ruských sil předznamenalo nový postup Osmanů do Zakavkazska.

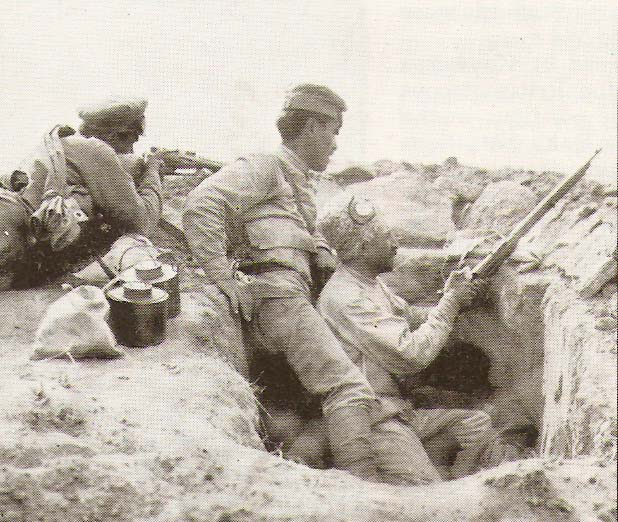
Arménské jednotky během bitvy o Baku

Arméni, Ázerbájdžánci a Gruzínci vytvořili v únoru roku 1918 Zakavkazskou demokratickou federativní republiku, která vyhlásila nezávislost na hroutícím se Rusku. Osmanská říše využívající rozklad ruské armády však novou republiku rychle rozložila. Po obsazení západní Arménie požadovali Osmané během jednání v Batumi další území včetně Tbilisi, což v květnu vedlo k rozpadu mladého státu a vyhlášení samostatné Gruzínské, Arménské a Ázerbájdžánské republiky. Enver Paša znovu obnovil ofenzívu s cílem obsadit ropná pole okolo Baku. Pádu Ruska a mocenského vakua v oblasti se obávali Britové, kteří chtěli zabránit Osmanům a Němcům, aby získali ázerbájdžánská ropná pole a bohatá kavkazská ložiska nerostných surovin. Britové proto do oblasti z Bagdádu vyslali expediční sbor o síle 1 000 mužů vedený Lionelem Dunstervillem. Sbor Dunsterforce se od srpna do září 1918 zúčastnil bitvy o Baku, načež byl donucen ustoupit. Město dobyli Osmané a oddíly Ázerbájdžánské republiky.

## Vývoj po konci světové války
Pod dojmem porážek na ostatních frontách a kvůli kolabující říši odvolal sultán 13. října triumvirát pašů a 30. října podepsali zástupci Osmanské říše na ostrově Lémnos s Dohodou mudroské příměří. Turecké síly se poté začaly stahovat z Kavkazu, avšak mezi nově vytvořenými zakavkazskými státy záhy došlo k hraničním konfliktům. Arménie se ve válkách střetla se sousední Gruzií a také s Ázerbájdžánem. Když se pak po kemalistickém povstání dostal k moci v Turecku Mustafa Kemal Atatürk, obnovili svůj nápor proti Kavkazu i Turci, kteří obsadili většinu Arménie. V Rusku mezitím zkonsolidovali své pozice Bolševici, kteří vítězili v občanské válce, a ze severu tak začala na Kavkaz postupovat Rudá armáda, načež byly zakavkazské republiky v roce 1922 začleněny do Sovětského svazu. Poměry a vzájemné hranice mezi Tureckem a Sovětským svazem upravila Karská smlouva podepsaná 13. října 1921.

## Etnické a rasové čistky

Mapa zachycující trasy pochodů smrti během arménské genocidy

Osmanská vláda byla k nemuslimskému obyvatelstvu Kavkazu podezřívavá již od vypuknutí války. Rusko vystupovalo jako ochránce ortodoxních křesťanů nejen na Balkáně, ale i na Blízkém východě a Arméni v Rusku měli výrazně lepší postavení než ti žijící na území Osmanské říše. Aktivní účast Arménů z ruského území i ze zahraniční v boji proti Osmanům a obavy Istanbulu z hrozícího povstání Arménů v Anatolii vedly osmanské politiky a vojáky od roku 1915 k drastickým opatřením vůči arménské menšině žijící na území Osmanské říše. Arméni z osmanské armády byli demobilizování a byli buď usmrceni nebo byli umístěni do pracovních oddílů. Deportováni byli nejen obyvatelé z příhraničního pásma, ale vystěhovány byly i arménské komunity z celého území Osmanské říše. Kromě přímých vražd prováděných s extrémní krutostí byli Arméni nuceně deportováni do sběrných táborů umístěných v Mezopotámii a v Syrské poušti. Mnoho lidí zemřelo při pogromech či během pochodů smrti hladem a vyčerpáním. Odhaduje se, že během války bylo usmrceno přibližně 1 500 000 Arménů. Kromě genocidy Arménů Osmané v průběhu války tvrdě potlačovali i další křesťanské komunity z Arménie, Libanonu a Mezopotámie především Pontské Řeky, libanonské manority, nestoriány a syrské Jakobity, kteří byli rovněž masakrováni nebo vypuzováni ze svých domovů. Během první světové války se tak Osmanští Turci dopustili nejen genocidy Arménů, ale i útlaku dalších křesťanských komunit a také méně známé genocidy Asyřanů a Řeků.